# Tim Parnell
Reginald Harold Haslam Parnell Jr, detto Tim (Derby, 25 giugno 1932 – Derby, 5 aprile 2017), è stato un pilota automobilistico britannico attivo in Formula 1 e figlio di Reg, anch'egli pilota, la cui carriera agonistica non fu particolarmente radiosa.
Come per il padre, la sua notorietà nell'ambiente delle corse di monoposto è più legata all'attività di manager intrapresa dopo il termine dell'attività agonistica. Nello specifico Tim fu team manager della scuderia BRM dal 1970 al 1974.

## Risultati in F1
Debutto:
GP Gran Bretagna 1959 - Reg Parnell - (Cooper T45 Climax),
non qualificato (30º) in prova
Debutto effettivo:
GP Gran Bretagna 1961 - (Lotus 18 Climax)
29º in prova, ritirato in gara.
miglior risultato in gara:
10º nel GP Italia 1961 - (Lotus 18 Climax)
miglior risultato in prova:
25º (non qualificato) nel GP Germania 1963 - (Lotus 18/21 Climax)
Teams di appartenenza:
Reg Parnell - 1 GP - (1959)
partecipazione privata - 3 GP (1961, 1963)
vetture utilizzate:
Cooper - 1 GP - (1959)
Lotus - 3 GP (1961, 1963)